# FA Cup 1959/60
Der FA Cup 1959/60 war die 79. Austragung des The Football Association Challenge Cup (meist als FA Cup bekannt).
Der Pokalwettbewerb startete mit der Qualifikation zwischen dem 5. September 1959 und dem 10. November 1959. Die Hauptrunde begann anschließend ab dem 14. November 1959 und endete mit dem Finale in Wembley in London am 7. Mai 1960 vor einer Kulisse von offiziell 98.954 Zuschauern. Sieger des Wettbewerbs wurden zum vierten Mal die Wolverhampton Wanderers. Unterlegener Finalist waren die Blackburn Rovers.

## Wettbewerb

### Erste Hauptrunde
| Datum             |                      | Ergebnis |                      |
| ----------------- | -------------------- | -------- | -------------------- |
| 14. November 1959 | Accrington Stanley   | 1:2      | Mansfield Town       |
| 14. November 1959 | FC Barnsley          | 3:3      | Bradford City        |
| 14. November 1959 | Bath City            | 3:1      | FC Millwall          |
| 14. November 1959 | Bedford Town         | 0:4      | FC Gillingham        |
| 14. November 1959 | Bradford Park Avenue | 6:1      | FC Scarborough       |
| 14. November 1959 | FC Brentford         | 5:0      | Ashford Town         |
| 14. November 1959 | FC Burscough         | 1:3      | Crewe Alexandra      |
| 14. November 1959 | FC Bury              | 5:0      | Hartlepools United   |
| 14. November 1959 | Cheltenham Town      | 0:0      | FC Watford           |
| 14. November 1959 | Colchester United    | 2:3      | Queens Park Rangers  |
| 14. November 1959 | Coventry City        | 1:1      | FC Southampton       |
| 14. November 1959 | Crook Town           | 2:2      | Matlock Town         |
| 14. November 1959 | Crystal Palace       | 5:1      | Chelmsford City      |
| 14. November 1959 | FC Darlington        | 4:0      | Prescot Cables       |
| 14. November 1959 | Doncaster Rovers     | 3:3      | Gainsborough Trinity |
| 14. November 1959 | Dorchester Town      | 1:2      | Port Vale            |
| 14. November 1959 | FC Enfield           | 4:3      | Headington United    |
| 14. November 1959 | Exeter City          | 4:0      | Barnstaple Town      |
| 14. November 1959 | AFC Gateshead        | 3:4      | Halifax Town         |
| 14. November 1959 | Hastings United      | 1:2      | Notts County         |
| 14. November 1959 | Kettering Town       | 1:1      | FC Margate           |
| 14. November 1959 | FC King’s Lynn       | 3:1      | FC Aldershot         |
| 14. November 1959 | AFC Newport County   | 4:2      | Hereford United      |
| 14. November 1959 | Norwich City         | 1:1      | FC Reading           |
| 14. November 1959 | Peterborough United  | 4:3      | Shrewsbury Town      |
| 14. November 1959 | FC Rhyl              | 1:2      | Grimsby Town         |
| 14. November 1959 | AFC Rochdale         | 2:2      | Carlisle United      |
| 14. November 1959 | FC Salisbury         | 1:0      | FC Barnet            |
| 14. November 1959 | AFC Shildon          | 1:1      | Oldham Athletic      |
| 14. November 1959 | FC South Shields     | 2:1      | FC Chesterfield      |
| 14. November 1959 | Southend United      | 6:0      | Oswestry Town        |
| 14. November 1959 | FC Southport         | 2:2      | AFC Workington       |
| 14. November 1959 | Swindon Town         | 2:3      | FC Walsall           |
| 14. November 1959 | Torquay United       | 7:1      | Northampton Town     |
| 14. November 1959 | Tranmere Rovers      | 0:1      | FC Chester           |
| 14. November 1959 | Walthamstow Avenue   | 2:3      | AFC Bournemouth      |
| 14. November 1959 | West Auckland Town   | 2:6      | Stockport County     |
| 14. November 1959 | AFC Wrexham          | 2:1      | Blyth Spartans       |
| 14. November 1959 | Wycombe Wanderers    | 4:2      | Wisbech Town         |
| 14. November 1959 | York City            | 3:1      | AFC Barrow           |

#### Wiederholungsspiele
| Datum             |                      | Ergebnis |                  |
| ----------------- | -------------------- | -------- | ---------------- |
| 17. November 1959 | Carlisle United      | 1:3      | AFC Rochdale     |
| 17. November 1959 | Oldham Athletic      | 3:0      | AFC Shildon      |
| 17. November 1959 | FC Watford           | 3:0      | Cheltenham Town  |
| 18. November 1959 | Bradford City        | 2:1      | FC Barnsley      |
| 18. November 1959 | Gainsborough Trinity | 0:1      | Doncaster Rovers |
| 18. November 1959 | FC Reading           | 2:1      | Norwich City     |
| 18. November 1959 | FC Southampton       | 5:1      | Coventry City    |
| 18. November 1959 | AFC Workington       | 3:0      | FC Southport     |
| 19. November 1959 | FC Margate           | 3:2      | Kettering Town   |
| 19. November 1959 | Matlock Town         | 0:1      | Crook Town       |

### Zweite Hauptrunde
| Datum            |                     | Ergebnis |                      |
| ---------------- | ------------------- | -------- | -------------------- |
| 5. Dezember 1959 | FC Bury             | 2:1      | Oldham Athletic      |
| 5. Dezember 1959 | Crook Town          | 0:1      | York City            |
| 5. Dezember 1959 | Doncaster Rovers    | 3:2      | FC Darlington        |
| 5. Dezember 1959 | FC Enfield          | 1:5      | AFC Bournemouth      |
| 5. Dezember 1959 | Exeter City         | 3:1      | FC Brentford         |
| 5. Dezember 1959 | FC Gillingham       | 2:2      | Torquay United       |
| 5. Dezember 1959 | Grimsby Town        | 2:3      | AFC Wrexham          |
| 5. Dezember 1959 | Mansfield Town      | 2:0      | FC Chester           |
| 5. Dezember 1959 | FC Margate          | 0:0      | Crystal Palace       |
| 5. Dezember 1959 | Notts County        | 0:1      | Bath City            |
| 5. Dezember 1959 | Queens Park Rangers | 3:3      | Port Vale            |
| 5. Dezember 1959 | FC Reading          | 4:2      | FC King’s Lynn       |
| 5. Dezember 1959 | AFC Rochdale        | 1:1      | Bradford City        |
| 5. Dezember 1959 | FC Salisbury        | 0:1      | AFC Newport County   |
| 5. Dezember 1959 | FC South Shields    | 1:5      | Bradford Park Avenue |
| 5. Dezember 1959 | FC Southampton      | 3:0      | Southend United      |
| 5. Dezember 1959 | Stockport County    | 0:0      | Crewe Alexandra      |
| 5. Dezember 1959 | FC Walsall          | 2:3      | Peterborough United  |
| 5. Dezember 1959 | FC Watford          | 5:1      | Wycombe Wanderers    |
| 5. Dezember 1959 | AFC Workington      | 1:0      | Halifax Town         |

#### Wiederholungsspiele
| Datum            |                 | Ergebnis |                     |
| ---------------- | --------------- | -------- | ------------------- |
| 7. Dezember 1959 | Port Vale       | 2:1      | Queens Park Rangers |
| 9. Dezember 1959 | Bradford City   | 2:1      | AFC Rochdale        |
| 9. Dezember 1959 | Crewe Alexandra | 2:0      | Stockport County    |
| 9. Dezember 1959 | Crystal Palace  | 3:0      | FC Margate          |
| 9. Dezember 1959 | Torquay United  | 1:2      | FC Gillingham       |

### Dritte Hauptrunde
| Datum          |                      | Ergebnis |                         |
| -------------- | -------------------- | -------- | ----------------------- |
| 9. Januar 1960 | AFC Bournemouth      | 1:0      | York City               |
| 9. Januar 1960 | Aston Villa          | 2:1      | Leeds United            |
| 9. Januar 1960 | Bath City            | 0:1      | Brighton & Hove Albion  |
| 9. Januar 1960 | FC Blackpool         | 3:0      | Mansfield Town          |
| 9. Januar 1960 | Bradford City        | 3:0      | FC Everton              |
| 9. Januar 1960 | Bristol City         | 2:3      | Charlton Athletic       |
| 9. Januar 1960 | Bristol Rovers       | 0:0      | Doncaster Rovers        |
| 9. Januar 1960 | FC Bury              | 1:1      | Bolton Wanderers        |
| 9. Januar 1960 | Cardiff City         | 0:2      | Port Vale               |
| 9. Januar 1960 | FC Chelsea           | 5:1      | Bradford Park Avenue    |
| 9. Januar 1960 | Crewe Alexandra      | 2:0      | AFC Workington          |
| 9. Januar 1960 | Derby County         | 2:4      | Manchester United       |
| 9. Januar 1960 | Exeter City          | 1:2      | Luton Town              |
| 9. Januar 1960 | FC Fulham            | 5:0      | Hull City               |
| 9. Januar 1960 | FC Gillingham        | 1:4      | Swansea Town            |
| 9. Januar 1960 | Huddersfield Town    | 1:1      | West Ham United         |
| 9. Januar 1960 | Ipswich Town         | 2:3      | Peterborough United     |
| 9. Januar 1960 | Lincoln City         | 1:1      | FC Burnley              |
| 9. Januar 1960 | FC Liverpool         | 2:1      | Leyton Orient           |
| 9. Januar 1960 | Manchester City      | 1:5      | FC Southampton          |
| 9. Januar 1960 | Newcastle United     | 2:2      | Wolverhampton Wanderers |
| 9. Januar 1960 | AFC Newport County   | 0:4      | Tottenham Hotspur       |
| 9. Januar 1960 | Nottingham Forest    | 1:0      | FC Reading              |
| 9. Januar 1960 | Rotherham United     | 2:2      | FC Arsenal              |
| 9. Januar 1960 | Scunthorpe United    | 1:0      | Crystal Palace          |
| 9. Januar 1960 | Sheffield United     | 3:0      | FC Portsmouth           |
| 9. Januar 1960 | Sheffield Wednesday  | 2:1      | FC Middlesbrough        |
| 9. Januar 1960 | Stoke City           | 1:1      | Preston North End       |
| 9. Januar 1960 | AFC Sunderland       | 1:1      | Blackburn Rovers        |
| 9. Januar 1960 | FC Watford           | 2:1      | Birmingham City         |
| 9. Januar 1960 | West Bromwich Albion | 3:2      | Plymouth Argyle         |
| 9. Januar 1960 | AFC Wrexham          | 1:2      | Leicester City          |

#### Wiederholungsspiele
| Datum           |                         | Ergebnis |                   |
| --------------- | ----------------------- | -------- | ----------------- |
| 12. Januar 1960 | FC Burnley              | 2:0      | Lincoln City      |
| 12. Januar 1960 | Doncaster Rovers        | 1:2      | Bristol Rovers    |
| 12. Januar 1960 | Preston North End       | 3:1      | Stoke City        |
| 13. Januar 1960 | FC Arsenal              | 1:1      | Rotherham United  |
| 13. Januar 1960 | Blackburn Rovers        | 4:1      | AFC Sunderland    |
| 13. Januar 1960 | Bolton Wanderers        | 4:2      | FC Bury           |
| 13. Januar 1960 | West Ham United         | 1:5      | Huddersfield Town |
| 13. Januar 1960 | Wolverhampton Wanderers | 4:2      | Newcastle United  |
| 18. Januar 1960 | Rotherham United        | 2:0      | FC Arsenal        |

### Vierte Hauptrunde
| Datum           |                         | Ergebnis |                        |
| --------------- | ----------------------- | -------- | ---------------------- |
| 30. Januar 1960 | Blackburn Rovers        | 1:1      | FC Blackpool           |
| 30. Januar 1960 | Bradford City           | 3:1      | AFC Bournemouth        |
| 30. Januar 1960 | Bristol Rovers          | 3:3      | Preston North End      |
| 30. Januar 1960 | FC Chelsea              | 1:2      | Aston Villa            |
| 30. Januar 1960 | Crewe Alexandra         | 2:2      | Tottenham Hotspur      |
| 30. Januar 1960 | Huddersfield Town       | 0:1      | Luton Town             |
| 30. Januar 1960 | Leicester City          | 2:1      | FC Fulham              |
| 30. Januar 1960 | FC Liverpool            | 1:3      | Manchester United      |
| 30. Januar 1960 | Rotherham United        | 1:1      | Brighton & Hove Albion |
| 30. Januar 1960 | Scunthorpe United       | 0:1      | Port Vale              |
| 30. Januar 1960 | Sheffield United        | 3:0      | Nottingham Forest      |
| 30. Januar 1960 | Sheffield Wednesday     | 2:0      | Peterborough United    |
| 30. Januar 1960 | FC Southampton          | 2:2      | FC Watford             |
| 30. Januar 1960 | Swansea Town            | 0:0      | FC Burnley             |
| 30. Januar 1960 | West Bromwich Albion    | 2:0      | Bolton Wanderers       |
| 30. Januar 1960 | Wolverhampton Wanderers | 2:1      | Charlton Athletic      |

#### Wiederholungsspiele
| Datum           |                        | Ergebnis |                        |
| --------------- | ---------------------- | -------- | ---------------------- |
| 2. Februar 1960 | FC Burnley             | 2:1      | Swansea Town           |
| 2. Februar 1960 | Preston North End      | 5:1      | Bristol Rovers         |
| 2. Februar 1960 | FC Watford             | 1:0      | FC Southampton         |
| 3. Februar 1960 | FC Blackpool           | 0:3      | Blackburn Rovers       |
| 3. Februar 1960 | Brighton & Hove Albion | 1:1      | Rotherham United       |
| 3. Februar 1960 | Tottenham Hotspur      | 13:2     | Crewe Alexandra        |
| 8. Februar 1960 | Rotherham United       | 0:6      | Brighton & Hove Albion |

### Fünfte Hauptrunde
| Datum            |                   | Ergebnis |                         |
| ---------------- | ----------------- | -------- | ----------------------- |
| 20. Februar 1960 | Bradford City     | 2:2      | FC Burnley              |
| 20. Februar 1960 | Leicester City    | 2:1      | West Bromwich Albion    |
| 20. Februar 1960 | Luton Town        | 1:4      | Wolverhampton Wanderers |
| 20. Februar 1960 | Manchester United | 0:1      | Sheffield Wednesday     |
| 20. Februar 1960 | Port Vale         | 1:2      | Aston Villa             |
| 20. Februar 1960 | Preston North End | 2:1      | Brighton & Hove Albion  |
| 20. Februar 1960 | Sheffield United  | 3:2      | FC Watford              |
| 20. Februar 1960 | Tottenham Hotspur | 1:3      | Blackburn Rovers        |

#### Wiederholungsspiel
| Datum            |            | Ergebnis |               |
| ---------------- | ---------- | -------- | ------------- |
| 23. Februar 1960 | FC Burnley | 5:0      | Bradford City |

### Sechste Hauptrunde
| Datum         |                  | Ergebnis |                         |
| ------------- | ---------------- | -------- | ----------------------- |
| 12. März 1960 | Aston Villa      | 2:0      | Preston North End       |
| 12. März 1960 | FC Burnley       | 3:3      | Blackburn Rovers        |
| 12. März 1960 | Leicester City   | 1:2      | Wolverhampton Wanderers |
| 12. März 1960 | Sheffield United | 0:2      | Sheffield Wednesday     |

#### Wiederholungsspiel
| Datum         |                  | Ergebnis |            |
| ------------- | ---------------- | -------- | ---------- |
| 16. März 1960 | Blackburn Rovers | 2:0      | FC Burnley |

### Halbfinale
Die beiden Spiele wurden am 26. März 1960 ausgetragen.
|                         | Ergebnis |                     | Ort           |
| ----------------------- | -------- | ------------------- | ------------- |
| Blackburn Rovers        | 2:1      | Sheffield Wednesday | Manchester    |
| Wolverhampton Wanderers | 1:0      | Aston Villa         | West Bromwich |

### Finale
| Wolverhampton Wanderers                  | Wolverhampton Wanderers | Blackburn Rovers | Blackburn Rovers |
| ---------------------------------------- | --- | --- | ---------------- |
| Wolverhampton Wanderers                  | \| Finale \| \| Samstag, 7. Mai 1960 in London (Wembley) \| \| Ergebnis: 3:0 (1:0) \| \| Zuschauer: 98.954 \| \| Schiedsrichter: Kevin Howley \| \| Spielbericht \|                        | \| Finale \| \| Samstag, 7. Mai 1960 in London (Wembley) \| \| Ergebnis: 3:0 (1:0) \| \| Zuschauer: 98.954 \| \| Schiedsrichter: Kevin Howley \| \| Spielbericht \|                  | Blackburn Rovers |
| Wolverhampton Wanderers                  | Malcolm Finlayson – George Showell, Gerry Harris – Eddie Clamp, Bill Slater, Ron Flowers – Norman Deeley, Barry Stobart, Jimmy Murray, Peter Broadbent, Des Horne Cheftrainer: Stan Cullis | Harry Leyland – John Bray, Dave Whelan – Ronnie Clayton, Matt Woods, Mick McGrath – Louis Bimpson, Peter Dobing, Derek Dougan, Bryan Douglas, Ally MacLeod Cheftrainer: Dally Duncan | Blackburn Rovers |
| Wolverhampton Wanderers                  | 1:0 Mick McGrath (41., Eigentor) 2:0 Norman Deeley (67.) 3:0 Norman Deeley (88.) | | Blackburn Rovers |
| Finale                                   | | |                  |
| Samstag, 7. Mai 1960 in London (Wembley) | | |                  |
| Ergebnis: 3:0 (1:0)                      | | |                  |
| Zuschauer: 98.954                        | | |                  |
| Schiedsrichter: Kevin Howley             | | |                  |
| Spielbericht                             | | |                  |